# Craigallion Lodge

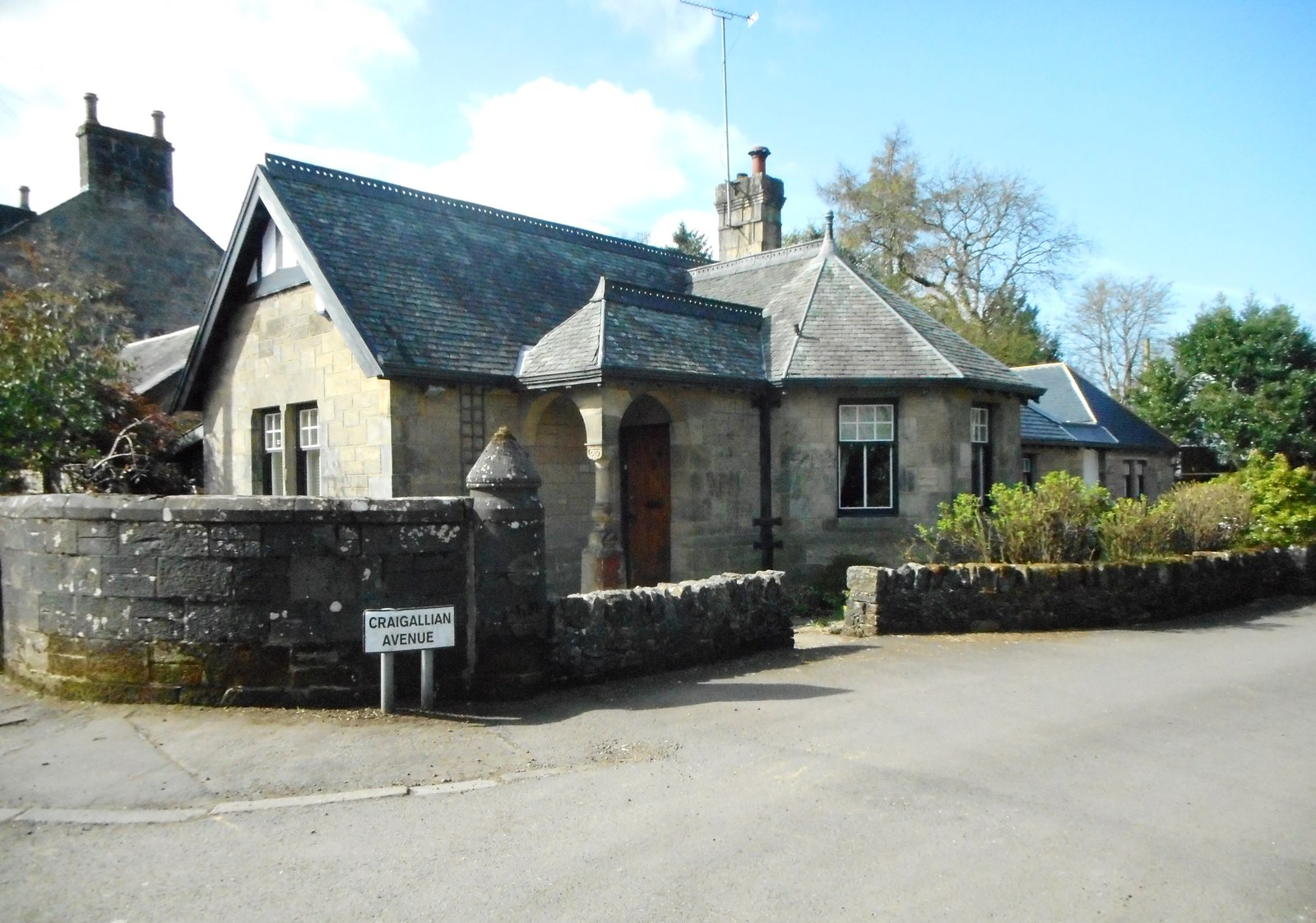
Craigallion Lodge

Die Craigallion Lodge ist eine Villa in der schottischen Stadt Milngavie in der Council Area East Dunbartonshire. Sie liegt an der Abzweigung der kurzen Stichstraße Craigallion Avenue von der Mugdock Road im Norden der Stadt. 1976 wurde die Craigallion Lodge in die schottischen Denkmallisten in der Kategorie C aufgenommen.

## Beschreibung
Der exakte Bauzeitpunkt der Craigallion Lodge ist nicht verzeichnet, sodass nur das mittlere 19. Jahrhundert als Bauzeitraum angegeben werden kann. Sie liegt im Norden der Stadt unweit von Tannoch Loch und dem Craigmaddie Reservoir. Das einstöckige Gebäude weist grob einen L-förmigen Grundriss auf und besteht aus freiliegenden Quadersteinen. Es schließt mit schiefergedeckten Sattel- und Walmdächern ab. Der Eingangsbereich weist nach Osten und ist mit einem Vordach ausgestattet. 1978 wurde bei den Behörden der Abriss einer der beiden Kamine sowie der Anbau einer Garage beantragt. Dem Anliegen wurde 1983 beziehungsweise 1984 stattgegeben.